# 和竜市
和竜市（わりゅう-し）は中華人民共和国吉林省延辺朝鮮族自治州に位置する県級市。

## 地理
面積5069平方キロメートルで長白山の東山麓に位置している。市内の最高峰は甑峰山（1677m）で主要河川は図們江。

## 歴史
1644年（順治元年）以降、清朝により入植が厳しく制限されていた市域は1714年（康熙53年）に琿春協領が設置されるとその管轄下に置かれた。1881年（光緒7年）に琿春副都統を設置し入植を解禁すると人口が増加、1884年（光緒10年）5月には李氏朝鮮との通商を監督するために和竜峪通商局が設置された。翌年には越墾局を設置、1894年（光緒21年）には撫墾局と改められ図們江北岸の開墾地の監督に当たった。1910年（宣統2年）、朝鮮を保護国とし勢力を拡大する日本に対する牽制を目的に和竜県が設置された。
1993年7月5日に県級市に改編され現在に至る。
- 1917年　朝鮮の民族宗教「大倧教」 （檀君教）が全組織を和龍県に移し、翌年11月に武力抗争を標榜した「戊午独立宣言」を発表、徐一は金佐鎮らとともに義兵を集めて重光団（朝鮮語版）を組織し武力で日本に抵抗
- 1920年10月18日～23日　青山里戦闘。朝鮮から間島に出兵した日本軍と、間島で活動を活発化させていた朝鮮人の反日武装組織（金佐鎮、李範錫らが率いる独立軍）が、和龍の青山里・百雲坪・漁浪村などで衝突
- 1922年8月　和龍県知事、朝鮮人に帰化勧誘と退去を命令
- 1929年1月　和龍県警察第5区分所長が非帰化朝鮮人の土地所有権を認定しないと言明
- 1930年8月　和龍県長は陳天章（和龍県総社長・農務会長）に命じ軍警を派遣、強制的に朝鮮開拓民の帰化手続きを済ます
- 1933年2月12日　日本軍が和龍県漁浪村のゲリラ根拠地を襲撃。中共和龍県委書記の崔相東、中隊長の金世らが死亡。後に「漁浪村13勇士」と呼ばれる
- 1934年12月　吉林省に属していた延吉県、汪清県、和龍県、琿春県の４県に奉天省に属していた安図県を加え、間島省を創設し朝鮮人の省長を任命する
- 1945年11月中旬　中共和龍県委が創立される
- 1946年5月8日　和龍県で人民公開審判大会を開き8名を審判
- 1946年6月中旬　中共吉遼省委から派遣された大衆運動工作団52名が和龍県に到着
- 1946年8月下旬　和龍県保安団で隊伍整頓作業が進行し問題視された人物を粛清
- 1950年11月17日　米軍機は和龍県勇化区富岩洞の村に対して機銃掃射する。爆弾2個で民家8軒を破壊
- 1950年11月29日　米軍機2機が和龍県崇善区古城村に機銃掃射し爆弾を投下、牛3頭を殺害。同日には古城小学校が破壊される
- 1968年9月7日　劉鴻文を隊長、王雲徳を副隊長とする和龍八家子林業局の毛沢東思想宣伝隊90人余りが延辺農学院に進駐
- 1971年1月4日～　和龍県内における図們江の水利工事で数日にわたって工事現場で火事が発生、7件の爆発事故が起き、2人が死亡した。そのうち2件の爆発事故では石が対岸の北朝鮮領内まで飛び、数軒の住宅が壊れる
- 1978年7月14日、林民鎬延辺大学校長の名誉回復を宣布。延辺大学４階会議室で林民鎬校長追悼式及び納骨式が行われる。遺骨の一部は延辺大学の庭園に撒かれ、残りは和龍県の家族墓地に安置された
- 1989年5月16日、15時ごろ、北朝鮮の両江道で発生した森林火災が和龍林業局の広坪林場に燃えうつり約40ヘクタールが焼ける。軍人と市民が協力して消火活動にあたり、夜17時半ごろには火の勢いが落ち、翌17日3時30分に消化
- 1993年　和龍県が和龍市になる
- 1994年　和龍市古城里に朝鮮と結ぶ国際橋が完成
- 1994年6月　和龍市徳化鎮南坪と茂山郡七星里を結ぶ110ｍ、幅4ｍの橋が竣工。中国は主にトウモロコシや油を、北朝鮮は木材や海産物を輸出。
- 1996年7月　1994年に竣工した和龍市徳化鎮南坪と茂山郡七星里を結ぶ110ｍの橋が流される
- 1999年　和龍市との国境を越えて中国に入った「朝鮮非法越境人員」（脱北者）は689人、和龍市で発生し、警察が解決した北朝鮮人女性の人身売買事件は32件を数えた（裴広義・王広橋「関於和龍市拐売朝鮮婦女犯罪活動的調査与思考」『吉林公安高等専科学校学報』2000年第1期）
- 2001年8月31日、青山里戦闘80周年を記念し和龍市龍城面青山村に建てられた「青山里抗日戦績記念碑」の除幕式が開かれる。1920年を紀念し19.20メートルにしようとしたが、政府の反対にあい17.6メートルとなった
- 2001年7月3日　和龍等で一人暮らしの老人3人を殺害、強盗をはたらいた脱北青年が処刑される。この過程を目撃した中央日報の記者が、2005年6月自分のプログ上に写真付きで掲載
- 2002年6月16日　和龍市南坪鎮で三人が殺害される強盗事件が発生。後の調査により犯人は「朝鮮非法越境人員」とわかる
- 2003年3月7日　北朝鮮から来た離散家族及び案内人が和龍市で強盗目的の中国人によって殺害される
- 2003年8月25日　和龍市と北朝鮮を結ぶ新しい橋の建設が開始
- 2003年9月8日　和龍で特大交通事故が発生し8名が死亡
- 2003年9月22日　「和龍―三池淵郡（両江道）―白頭山」観光コース開通式が和龍市崇善鎮で開かれる
- 2003年11月　和龍市委と市政府の支援を受け和龍市で地方総合文芸誌「青山里」が創刊される
- 2004年5月16日　取締まりから逃げようとした脱北青年が、アパート6階ベランダから転落死する事故が和龍市で発生。18日になって公安関係者が明らかにする（朝鮮日報）
- 2004年7月28日　趙南起将軍が和龍市を視察
- 2004年9月4日　和龍市で「和龍市2004豆満江民俗文化祝祭」が開催される
- 2004年10月31日　「新文化報」（長春）によると、延辺自治州公安局出入国管理事務所は9月26日、和龍市に居住する北朝鮮僑民に対して永住権を発給した。北朝鮮の僑民に対して永住権を発給するのは改革・開放以後今回が最初
- 2004年11月5日　日本が無償資金協力した「和龍市南坪鎮上水道改良計画」のテープカットが行われる。このプロジェクトは2003年12月12日に署名、2004年8月24日に竣工した。供与額は7万8374ドル
- 2005年10月16日　午前1時5分頃、武装した北朝鮮人5人が、和龍市広坪にあった中国側の北朝鮮情報収集拠点の山荘に侵入。中国側と銃撃戦を繰り広げ、山荘の警備にあたっていた中国人民解放軍の李亮（19歳）が死亡する。北朝鮮側は森に逃走。17日、中国政府は北朝鮮の駐中国大使を呼び強く抗議するが、北朝鮮は関係者の引き渡しに応じず。これらの事実は、2006年10月16日、香港の「中国人権民主化運動情報センター」が明らかにする。北朝鮮側の目的は北朝鮮情報の収集に当たっていた中国軍情報担当官の拉致だった
- 2006年　和龍森林公安局の民警3人が 和龍市林業局長仁林場検査站の万同利を連行、供述を迫り拷問殺害する事件が発生（「延辺万同利案」）
- 2006年11月4日　和龍市福洞鎮の宏源炭鉱でガス爆発が発生し7人が死亡
- 2009年10月27日　和龍から南坪にわたる鉄道の延長工事が9月初旬に着工されたと現地の消息筋が明らかにした。2011年の完工をめどに、鉄道省と吉林省政府が11億9000万人民元（約26億円）を投入し、総距離は41.68キロメートル（中央日報）
- 2024年01月　和龍の中心地から車で約1時間ほど離れた国境沿いにある集落の工場で、数千人の労働者が北朝鮮当局の賃金未払いに激怒し暴動が発生。管理者らを人質に立てこもり幹部一人が死亡。北朝鮮の大使館員が介入し支払いなどを約束し暴動は収束したとされる[1]

## 行政区画
3街道、8鎮を管轄：
- 街道弁事処：民慧街道、光明街道、文化街道
- 鎮：八家子鎮、福洞鎮、頭道鎮、西城鎮、南坪鎮、東城鎮、崇善鎮、竜城鎮

## 北朝鮮兵越境・殺人事件
同市では近年、越境してきた北朝鮮兵によって住民が殺害される事件が発生している。
- 2014年09月、60代の夫婦2人とその息子が殺害される。
- 2014年12月、2組の夫婦、計4人が殺害される。
- 2015年04月、脱北した北朝鮮兵士が住民男女3人を殺害。

## 交通

### 鉄道
- 和竜駅 - 白和線（白河-和竜間）、和竜線（中国語版）（和竜-竜井間）、和坪線（中国語版）（和竜-南坪間）の3路線の始発駅

### 道路
- 高速道路
  -  延長高速道路（中国語版）
- 国道
  - G331国道
  - G334国道（中国語版）

### バス
- 和竜バスターミナル

## 観光
- 龍頭山古墓群 - 渤海の貞孝公主墓などの墓が頭道鎮にある。西城鎮に西古城という中京顕徳府の遺構が在る。
- 頭道溝日本領事館分館跡地 - 頭道鎮にある廃墟と化した施設。
- 青山里抗日大捷記念碑 - 2001年8月31日に建てられた青山里戦闘に関する石碑。
- 仙景台国家級風景名勝区 - 和竜市唯一の国家名勝区。
- 薬水洞抗日記念地 - 薬水洞ソヴェート政府発祥の地。
- 南坪鎮口岸 - 和竜市にある税関。
- 古城里口岸 - 崇善鎮にある。1929年に建設。対岸は北朝鮮の三長税関。朝鮮族自治州から両江道への唯一の通路。

## ギャラリー

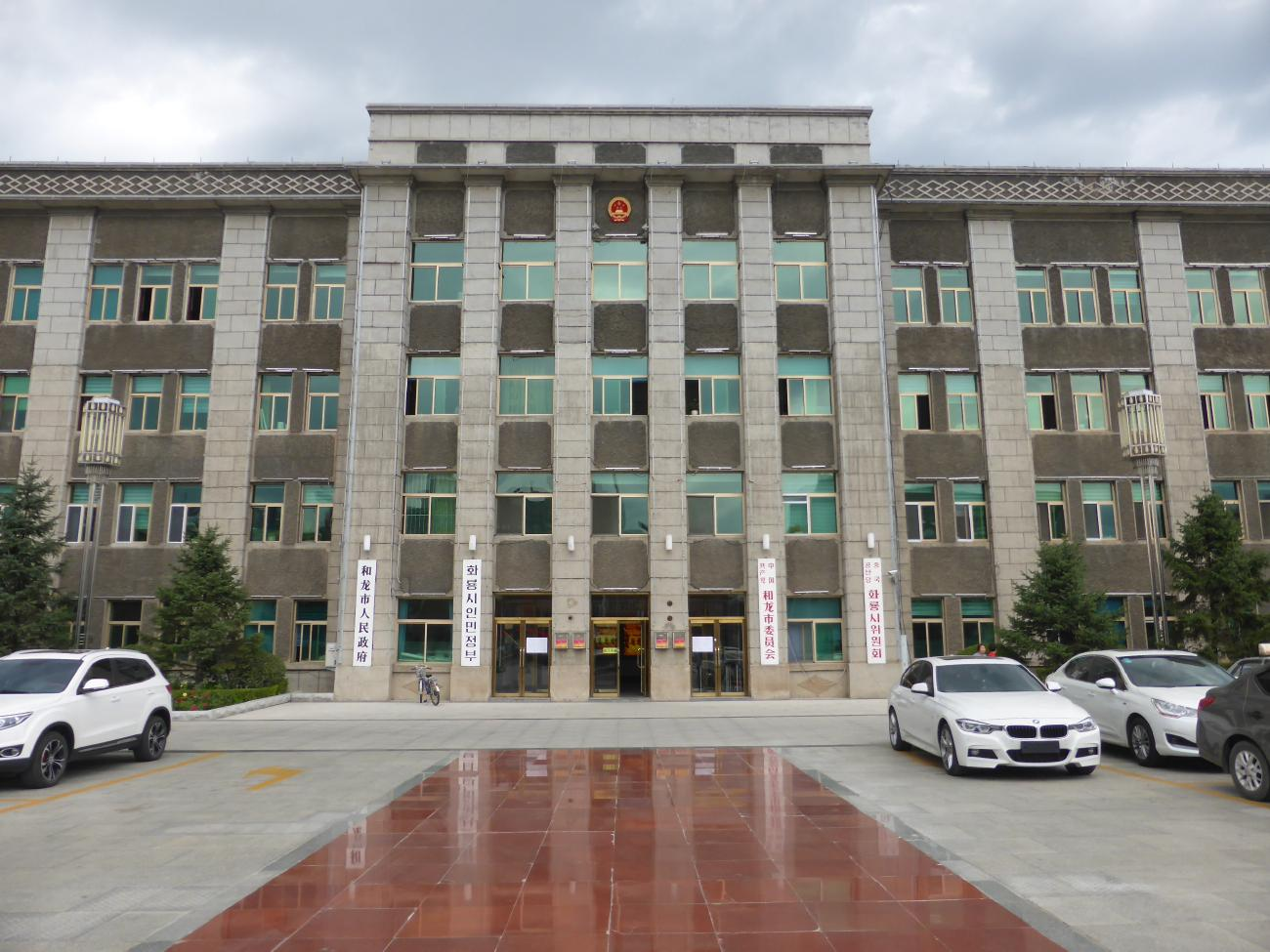
和龍市政府
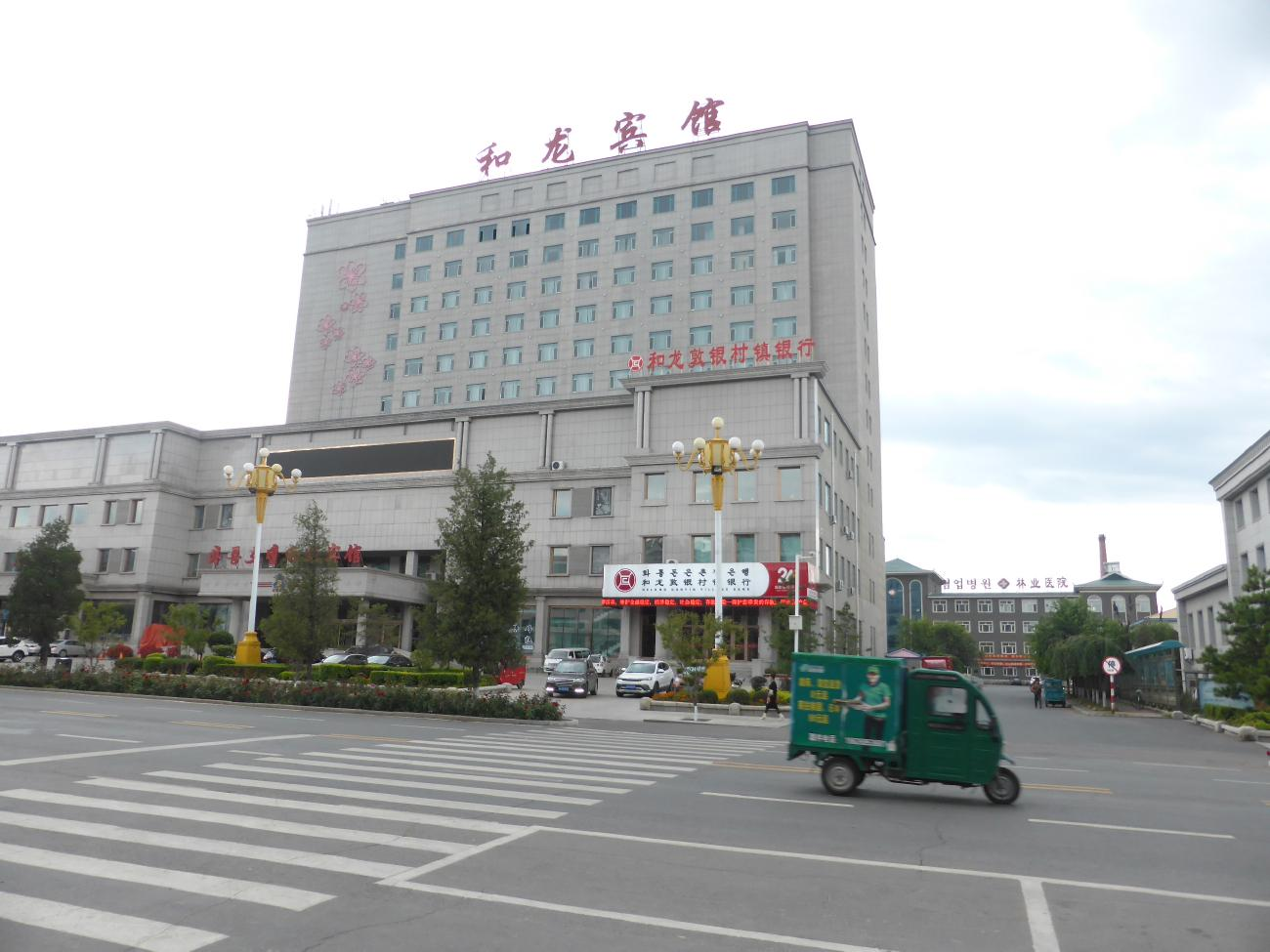
和龍賓館は市政府の反対側にある
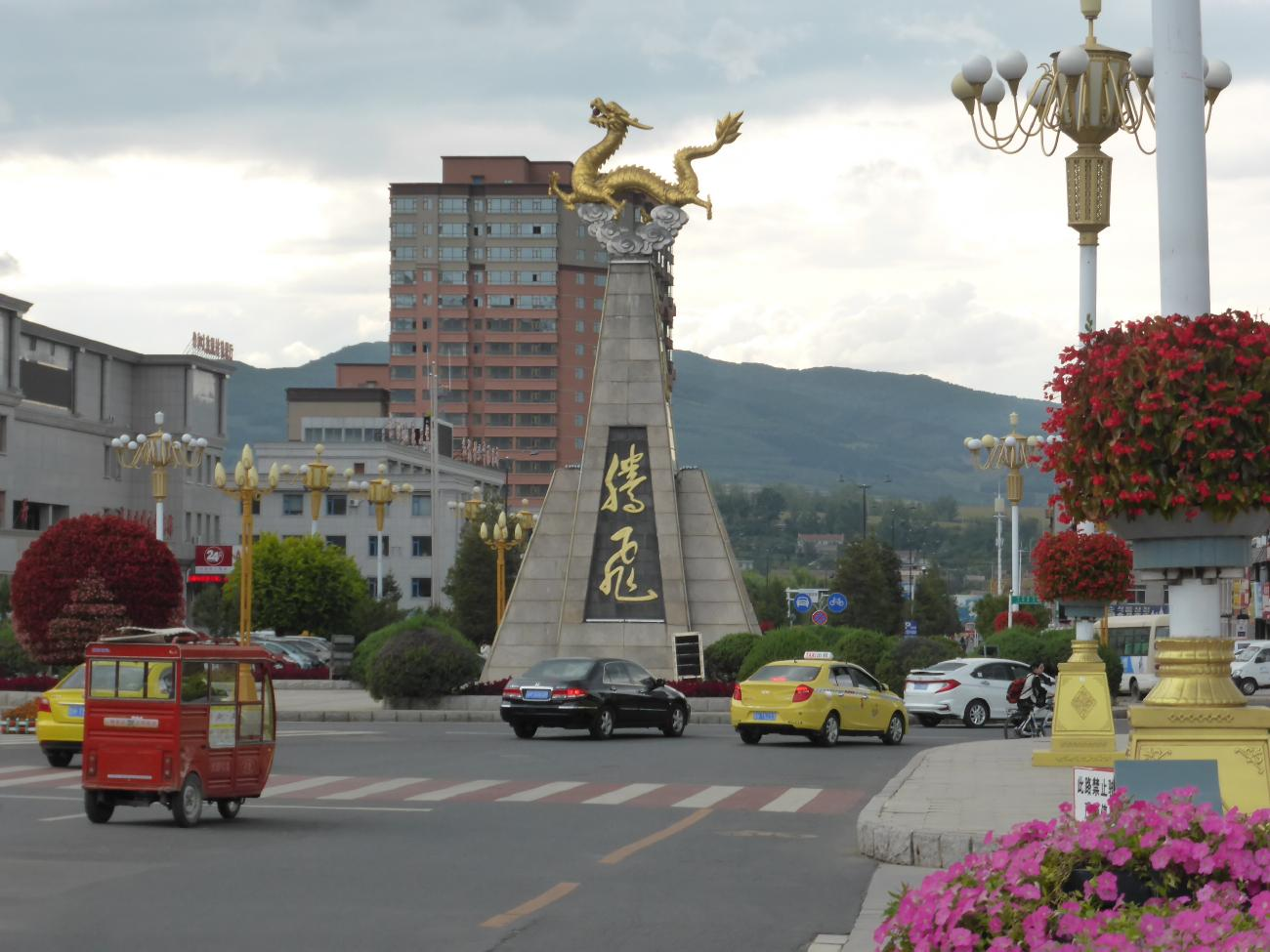
和龍市のシンボル
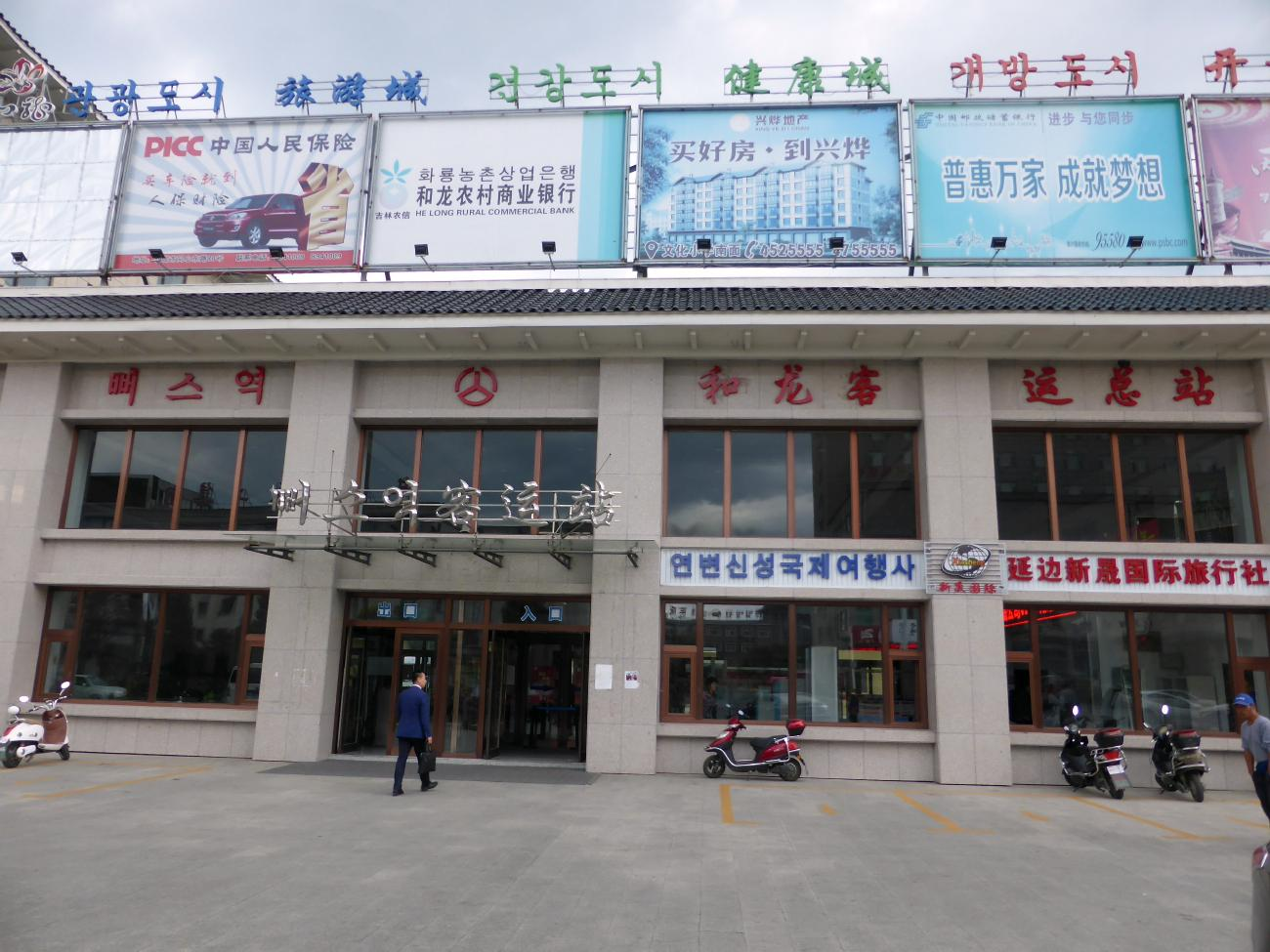
和龍バスターミナル